# Seznam trnavských arcibiskupů
Seznam trnavských arcibiskupů uvádí jména a funkční období významných církevních hodnostářů, kteří od roku 1977 působili v Trnavské arcidiecézi (resp. v letech 1989–2008 v arcidiecézi bratislavsko-trnavské).

## Administrátoři a arcibiskupové Trnavské arcidiecéze (1977–1995)
- Július Gábriš administrátor 1977–1987
- Ján Sokol 1987 administrátor, 1989 arcibiskup

## Arcibiskupové Bratislavsko-trnavské arcidiecéze (1989–2008)
- Ján Sokol (1989–2008), arcidiecéze roku 2008 rozdělena, Sokol zůstal v čele Arcidiecéze trnavské

## Trnavští arcibiskupové (od roku 2008)
- Ján Sokol (2008–2009)
- Róbert Bezák (2009–2012)
- Ján Orosch (od 1. července 2012 apoštolský administrátor sede vacante, od 11. července 2013 arcibiskup)

## Pomocní biskupové
- Vladimír Filo (1990–2002, poté biskup-koadjutor rožnavské diecéze)
- Dominik Tóth (1990–2004, odešel do důchodu)
- Dominik Hrušovský (1992–1996, poté nuncius v Bělorusku)
- Štefan Vrablec (1998–2004, odešel do důchodu)
- Ján Orosch (od 2004 do 2013), od 1. července 2012 apoštolský administrátor sede vacante, od 11. července 2013 arcibiskup)
- Stanislav Zvolenský (2004–2008), od 14. února 2008 arcibiskup bratislavský